# 安和乡 (上犹县)
安和乡，是中华人民共和国江西省赣州市上犹县下辖的一个乡镇级行政单位。

## 行政区划
安和乡下辖以下地区：
安和村、富湾村、车田村、鄱塘村、黄坑村和陶朱村。